# Wolkenfort

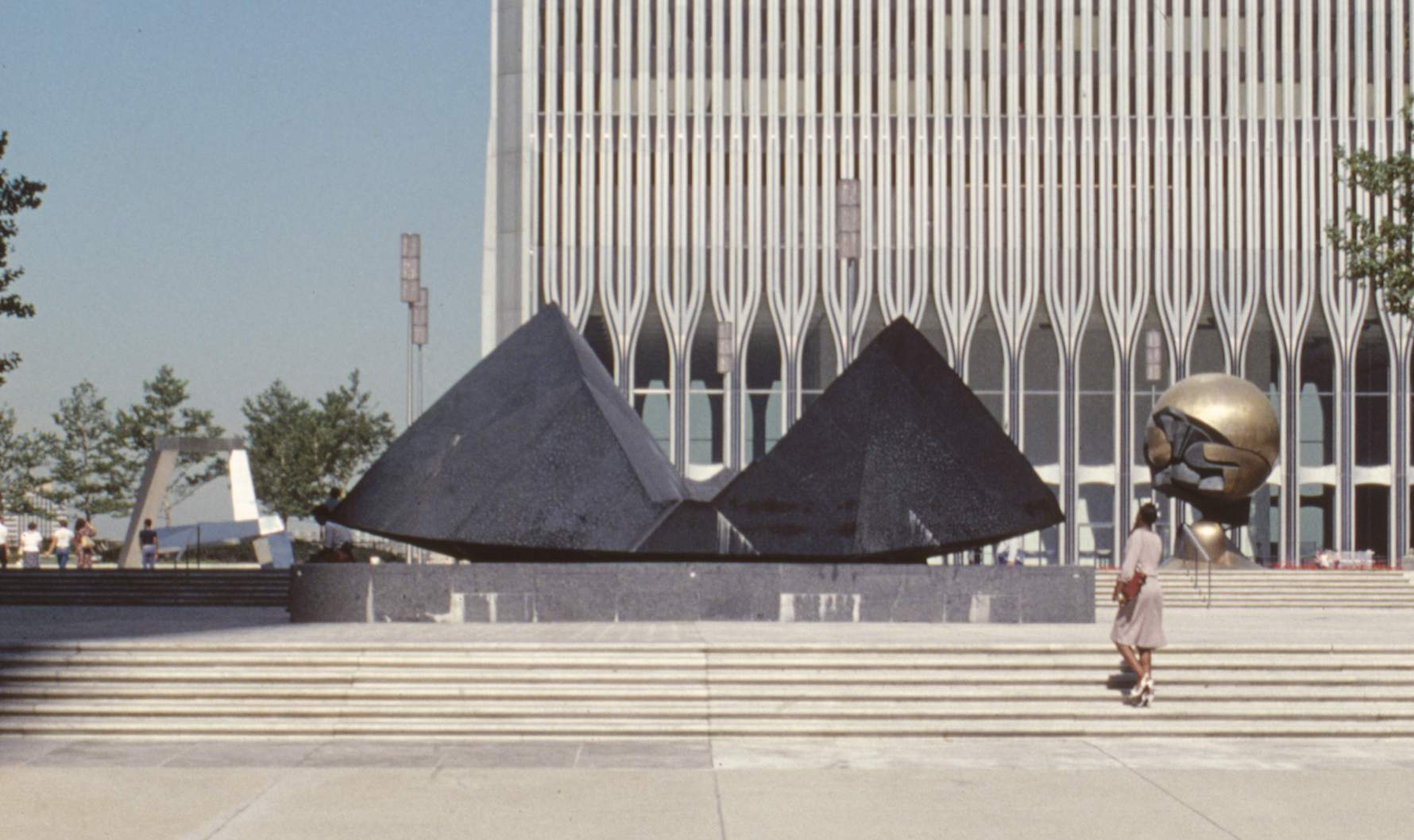
Cloud Fortress, Masayuki Nagare (1976), North Tower achter

Wolkenfort (Engels: Cloud Fortress) was een sculptuur van de Japanse beeldhouwer Masayuki Nagare uit 1972 die tot en met 11 september 2001 werd geëxposeerd nabij het Austin J. Tobin Plaza aan het World Trade Center te Lower Manhattan, New York.

## Beschrijving
Cloud Fortress of Wolkenfort werd voltooid in 1972. Het werk was een abstracte weergave van twee naar boven gekantelde piramides. Nagare gebruikte een techniek die hij ware hada noemde, letterlijk gebarsten huid of gebroken textuur, om contrasterende gepolijste gezichten te tonen. Wolkenfort was vier meter hoog, tien meter breed en vijf meter diep.
Het kunstwerk stond tussen 1972 en 2001 op een kleiner buitenplein nabij het grote centraal gelegen buitenplein Austin J. Tobin Plaza, waar de beroemde Twin Towers zich bevonden. Cloud Fortress trad op als 'toegang' tot het Austin J. Tobin Plaza en stond met name tussen de lagere gebouwen vier en vijf van het World Trade Center: Four World Trade Center en Five World Trade Center. De sculptuur was dus ongeveer gesitueerd aan Church Street.
Hoewel het kunstwerk de instorting van de Twin Towers heeft overleefd vanwege zijn ligging (i.e. relatief ver van de Twin Towers) werd Cloud Fortress toch verwijderd en vernietigd, en wel ten bate van de reddingsoperatie en de opruimingswerken op Ground Zero.